# Spontanzeugung

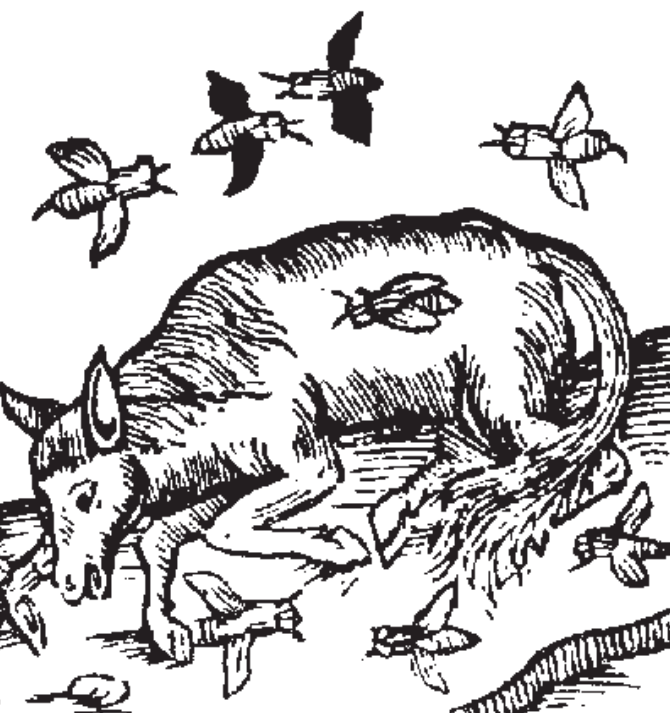
Spontane Entstehung von Honigbienen aus einem Rinderkadaver, Hortus sanitatis 1536

Spontanzeugung oder Urzeugung, auch Abiogenese oder Archigenese genannt, lateinisch Generatio spontanea, griechisch γένεσις αὐτόματος (génesis autómatos), bezeichnet die Vorstellung, dass Lebewesen aus zuvor unbelebter Materie entstehen können.

## Begriff
Der Begriff „spontane Erzeugung“ (γένεσις αὐτόματος) wurde von Aristoteles als Bezeichnung für die Entstehung von Lebewesen aus unbelebter Materie eingeführt. Die lateinischsprachigen Gelehrten des Mittelalters sprachen meist von generatio ex putrefactione (Entstehung aus Fäulnis). Der deutsche Begriff ist erstmals bei Johann Gottfried Herder belegt, der ihn in der Form „Urerzeugung“ in seiner Schrift Aelteste Urkunde des Menschengeschlechts (1774) verwendete. Als Fachbegriff wurde „Urzeugung“ von Samuel Thomas von Soemmerring und Friedrich Wilhelm Joseph Schelling eingeführt.

## Drei Theorien der Urzeugung
Es gibt drei Theorien der Urzeugung:
In der Antike und im Mittelalter ging man davon aus, dass es sich dabei um einen normalen biologischen Vorgang handle, von dem man annahm, dass er sich ständig überall abspiele. In diesem Sinne betrachtete Aristoteles die Spontanzeugung als die dritte Art der Entstehung von Lebewesen neben der sexuellen und der vegetativen Fortpflanzung, die man vor allem in der vermeintlichen Entstehung von Insektenlarven und anderen Gliederfüßern aus fauliger oder schmutziger Materie bestätigt sah. An seine Lehre knüpfte die mittelalterliche Biologie an. Im 18. und 19. Jahrhundert wurde diese Theorie widerlegt.
Mit zunehmendem Wissen entstand in der frühen Neuzeit die Theorie der Autogenese, bei der man davon ausging, dass die Urzeugung jeder einzelnen Art nur einmal in früher Vergangenheit aufgetreten sei. Dabei sollten entweder ein, zwei oder mehrere Individuen entstanden sein, die sich dann weiter sexuell reproduzierten. Diese Vorstellung war insbesondere bei deutschen Gelehrten zwischen 1780 und 1860 populär, mit Abstrichen auch in Frankreich und eher selten in England.
Manche Forscher gingen etwa ab 1790 davon aus, dass nur einige primitive „Hauptarten“ auf diese Weise entstanden, die sich dann durch eine von innen getriebene, zielgerichtete Evolution (Orthogenese) zu „höheren“ Lebensformen weiterentwickelten. Diese so genannte Heterogenese war allerdings keine langsame, schrittweise Evolution, sondern durch sprunghafte Änderungen gekennzeichnet. Eine unter deutschsprachigen Geographen verbreitete Ansicht ging von einer Polygenese aus, nach der die Arten (oder ihre Vorläufer) der verschiedenen Floren- und Faunenprovinzen der Erde auch nur dort entstanden sein können.
Einen Sonderfall bildet die moderne Hypothese der chemischen Evolution. Sie betrifft die Entstehung von Leben vor Beginn der biologischen Evolution. Voraussetzung war die vor ca. 4 Milliarden Jahren vorhandene, reduzierende Erdatmosphäre. Daher findet hier aktuell eine Spontanzeugung nicht mehr statt.

## Antike
In den Kulturen des Altertums wurde die Entstehung des Lebens als Erschaffung oder Zeugung der ersten Lebewesen durch Götter bzw. als göttlich betrachtete Naturkräfte aufgefasst und in Mythen dargestellt. Unter den ersten griechischen Philosophen, den Vorsokratikern, war es in erster Linie Empedokles, der sich mit der Frage der Lebensentstehung auseinandersetzte. Er führte die Naturvorgänge auf sechs Prinzipien zurück: vier Urstoffe (Feuer, Luft, Wasser und Erde) und zwei gleichzeitig auf die Urstoffe einwirkende Kräfte: die Liebe, die für Vermischung der Urstoffe sorge, und den Streit, der die Urstoffe trenne. In manchen Perioden der Erdgeschichte dominiere die Liebe, in anderen der Streit. Die physikalischen und biologischen Vorgänge erklärte Empedokles durch die unterschiedlich starke Durchmischung der Elemente, die ein Ergebnis zeitweiliger Dominanz der Liebe oder des Streits sei. In diesem Rahmen entwickelte er eine Vorstellung von der biologischen Evolution, wobei er die beiden Kräfte Liebe und Streit sowie den Zufall als bestimmende Faktoren annahm. Zunächst hätten sich aus dem Chaos der unterschiedlich vermischten Urstoffe nicht ganze Lebewesen gebildet, sondern nur einzelne Glieder und Organe von Tieren und Pflanzen. In einer späteren Phase seien die Glieder zusammengewachsen, wobei sich groteske Phantasiegebilde ergeben hätten. Erst in einem noch späteren Stadium seien durch derartige Vorgänge auch gut durchmischte „ganzheitliche Gestalten“ entstanden, darunter fortpflanzungsfähige Organismen, deren Bestandteile zufällig so kombiniert gewesen seien, als wären sie zu einem bestimmten Zweck planmäßig geschaffen. Diese zweckmäßig gestalteten und ausgestatteten Lebewesen hätten überlebt und sich durchgesetzt, während sich die Monstren als nicht überlebensfähig erwiesen hätten und zugrunde gegangen seien.
Aristoteles (384–322 v. Chr.), der sich intensiv mit der Lehre des Empedokles auseinandersetzte, wurde für die Folgezeit zum Begründer der Lehre von der Spontanzeugung. Er nahm an, dass bestimmte Arten von niederen Tieren im Wasser oder in der Erde unter dem Einfluss von Wärme, Luft und Wasser als Produkte von Fäulnis und Verwesung spontan entstehen. Zu diesen Tierarten zählte er Muscheln, Quallen, Schnecken, Krebse, Würmer, Insekten und sogar Aale. Er beschrieb diesen Vorgang als eine „Kochung“ (pépsis). Seine Überlegung war, dass wenn flüssige Materie erhitzt wird, ihr das Lebensprinzip Wärme zugeführt wird; dadurch erhält sie die Fähigkeit, von selbst Leben hervorzubringen. Bei der geschlechtlichen Fortpflanzung hingegen fällt die Aufgabe, die Wärme zu vermitteln, dem Samen zu.
Später wurden in der antiken Literatur noch weitere Arten genannt, denen man solche Entstehung zuschrieb: Es hieß, dass Läuse aus Schweiß entstehen, Skorpione, Wespen, Schlangen und Mäuse aus Aas und Maden aus faulendem Käse. Die christlichen Kirchenväter übernahmen diese Vorstellung und versuchten sie mit der biblischen Schöpfungslehre in Einklang zu bringen.

## Mittelalter
Im Mittelalter wurde die Spontanzeugung, für deren Vorkommen die Autorität des Aristoteles bürgte, nicht bezweifelt. Sowohl in der islamischen Welt, wo die Philosophie des Aristoteles stark rezipiert wurde, als auch in Europa galt die Spontanzeugung als Tatsache.
In der islamischen Welt wurde die Urzeugungsvorstellung des Aristoteles zwar akzeptiert, aber bei ihrer Erklärung kam es zu Abweichungen von der aristotelischen Lehre. Im 11. Jahrhundert ging der persische Gelehrte Avicenna wie Aristoteles von der Ewigkeit der Welt aus, die er islamisch als ewige Schöpfung erklärte. Er meinte, die Materie werde unablässig von einem immateriellen „Geber der Formen“ geformt, der ihr jeweils eine bestimmte Form verleihe, sobald in der sich ständig neu mischenden Materie eine dafür geeignete Mischung zustande komme. Dies könne auch außerhalb des Körpers eines sich fortpflanzenden Individuums eintreten, und dann handle es sich um Spontanzeugung. In diesem Sinne akzeptierte Avicenna sogar für den Menschen die Möglichkeit einer Spontanzeugung. Anderer Meinung war im 12. Jahrhundert Averroes; er glaubte zwar ebenfalls an die Spontanzeugung, doch bei ihm übernahmen Gestirneinflüsse die Rolle der Ursache, die Avicenna dem Geber der Formen zugewiesen hatte. Ein Problem bildete dabei für Averroes, der Aristoteliker war, der aristotelische Grundsatz, dass in der Natur Gleiches nur aus Gleichem entsteht. Er hielt wegen Verletzung dieses Grundsatzes bei der Urzeugung die so entstandenen Lebewesen für widernatürlich.
In Europa schloss sich im 13. Jahrhundert Thomas von Aquin der Theorie des Averroes an, bei der Spontanzeugung trete die Kraft der Sonne und der anderen Himmelskörper an die Stelle der formenden Kraft, deren Träger bei geschlechtlicher Fortpflanzung der Same sei. Im Unterschied zu Averroes hielt er aber die so entstandenen Lebewesen nicht für widernatürlich.
Im 14. Jahrhundert bestritt der Scholastiker Blasius von Parma die historische Richtigkeit der herkömmlichen Auffassung, wonach bei der Sintflut Noach alle Tierarten in seiner Arche gerettet hat. Dies sei so nicht durchführbar gewesen, da die verschiedenen Tierarten teils untereinander unverträglich seien. Daher sei es plausibler anzunehmen, dass es nach der Sintflut zu einer Neuentstehung von Arten durch Spontanzeugung gekommen sei.

## Frühe Neuzeit
In der Renaissance folgten die Gelehrten wie im Mittelalter der Vorstellung des Aristoteles von der Spontanzeugung. Eine Spontanzeugung wurde sogar als Alternative zum biblischen Bericht von der Erschaffung des ersten Menschen Adam in Betracht gezogen. Im frühen 16. Jahrhundert vertrat Tiberio Russiliano die Ansicht, die Ureinwohner Amerikas müssten durch Urzeugung entstanden sein, denn sie hätten ihre Siedlungsgebiete nicht auf Booten erreichen können. Wenn man die Frage naturphilosophisch (phisice, also nicht theologisch) betrachte, sei dies auch für den ersten Menschen auf der Erde anzunehmen.
Ein weiterer Vertreter der Spontanzeugung war Johan Baptista van Helmont. Er empfahl als Beleg ein Experiment zur Erzeugung von Mäusen: Wenn man ein schmutziges Hemd in die Öffnung eines Gefäßes stopft, das mit Weizenkörnern gefüllt ist, ändert sich nach etwa einundzwanzig Tagen dessen Geruch. Die Zersetzungsprodukte würden Helmont zufolge nun in die Schale des Weizens eindringen und so den Weizen in Mäuse umformen.
Im 17. Jahrhundert erklärte Pierre Gassendi die Spontanzeugung im Rahmen seines materialistischen Atomismus. Er führte die Existenz von Lebewesen auf das Vorliegen einer für das Leben geeigneten Atomkombination zurück; eine solche Kombination sei nicht nur im Körper eines bereits existierenden, sich fortpflanzenden Wesens möglich, sondern grundsätzlich auch außerhalb. Daher könne neues Leben auch in der Erde aus unbelebter Materie entstehen.

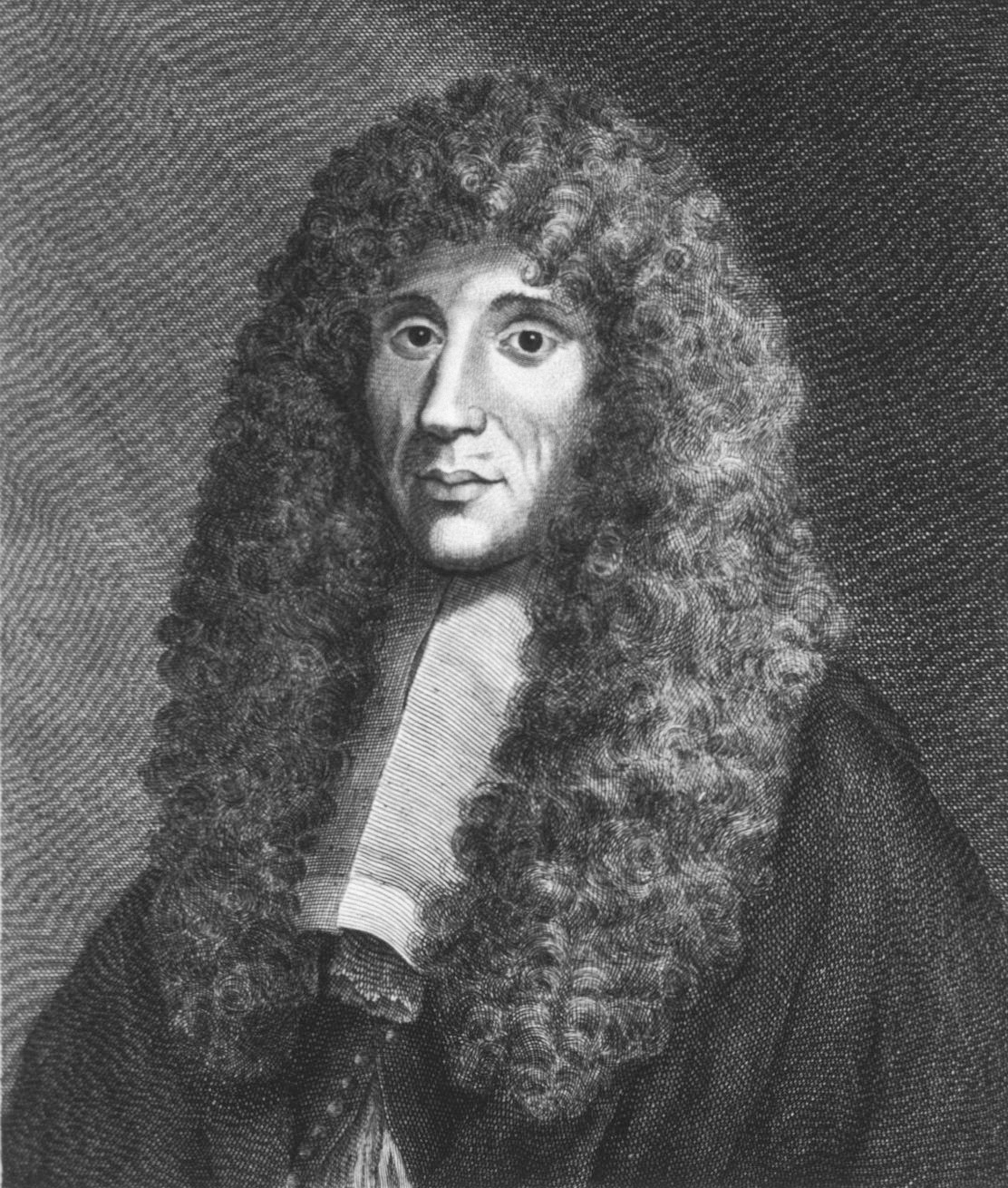
Francesco Redi

Eine Gegenbewegung gegen die Spontanzeugungstheorie bildete sich im 17. Jahrhundert, als der Grundsatz “Omne animal ex ovo” (deutsch: „Jedes Tier ist aus einem Ei entstanden“) sich zu verbreiten begann. Ein führender Vertreter dieser Hypothese war der italienische Arzt Francesco Redi. Mittels eines Experiments widerlegte er 1668 die verbreitete Ansicht, dass Maden in verfaulendem Fleisch spontan entstehen. Er nahm drei Töpfe und füllte sie mit Fleisch. Einen Topf schloss er vollständig ab. Den zweiten Topf ließ er offen und den dritten Topf bedeckte er mit Gaze. Maden erschienen nur in dem offenen, aber nicht in dem verschlossenen Topf. Auf der Gaze des dritten Topfs fand er sich entwickelnde Maden. Die Eier der Fliegen waren wegen ihrer Kleinheit mit bloßem Auge nicht erkennbar. Im selben Jahr publizierte Redi die Abhandlung Esperienze intorno alla generazione degli insetti. Redis Versuche gelten als das erste präzise durchgeführte Paar von Versuch und Gegenversuch in der Geschichte der Biologie.
Aufgrund von Beobachtungen an Pilzen widersprachen Luigi Ferdinando Marsigli und Giovanni Maria Lancisi 1714 in ihrer Untersuchung Dissertatio de generatione fungorum (Abhandlung über die Entstehung der Pilze) der seit der Antike verbreiteten Ansicht, Pilze entstünden aus Fäulnis, wobei das Myzel ein Zwischenstadium zwischen verfaulenden Pflanzen und den Pilzen sei.
Nach der Entdeckung verschiedener Mikroorganismen wurde die Urzeugungstheorie neu belebt. Im 18. Jahrhundert experimentierten der englische Priester John Turberville Needham (1713–1781) und Georges-Louis Leclerc de Buffon mit erhitzter Fleischbrühe in verschlossenen Gefäßen, wobei sie scheinbar spontan entstandene Organismen, sog. Infusorien, feststellen konnten. Charles Bonnet vermutete, dass Kleinstlebewesen durch „unsichtbare Öffnungen“ in die verwendeten Gefäße gelangen konnten. Lazzaro Spallanzani wies 1768 endgültig nach, dass aus sterilem Versuchsmaterial keine Lebewesen entstehen. Spallanzani kochte die Brühe 45 Minuten und versiegelte das Gefäß sofort. Er konnte auch nach mehreren Tagen keine neuen Organismen feststellen. Erst nach Öffnen der Gefäße waren diese wieder zu beobachten.
In der Philosophie wurden im 18. Jahrhundert die sich zunehmend erhärtenden experimentellen Nachweise für die Annahme, dass Lebendes nur aus Lebendem entsteht, als Argument für die Behauptung genutzt, eine Entstehung von Leben sei ohne göttliches Eingreifen nicht möglich. Aufklärer wie Voltaire stimmten dem zu. Atheistische Philosophen wie La Mettrie und Holbach hingegen hielten an der Spontanzeugungshypothese fest. Dafür lieferten die Ergebnisse von Needham und Buffon eine Argumentationsgrundlage.

## Moderne
In Deutschland spielte der Mediziner Johann Friedrich Blumenbach um 1790 eine zentrale Rolle bei der jüngeren Auslegung der Urzeugungshypothese (Autogenese), die den Vorgang als einmaliges Ereignis (pro Art) in die Urzeit verlegte. Nach den Vorstellungen der damaligen Epigenesetheorie ging die Vorstellung nunmehr dahin, dass die Entstehung neuer Individuen aus Eiern bzw. Eizellen nahelege, dass auch die Urzeugung der Arten – bis hin zum Menschen – in eierartigen Anfängen aus „mutterlosen Gerinnungsvorgängen im Uferschlamm“ hervorgehen würde. Blumenbach sprach in seinen ersten Werken noch von Schöpfung, später jedoch von einem natürlichen Prozess. Etliche deutsche Mediziner und Naturforscher übernahmen Blumenbachs Annahme, führten sie weiter aus oder kombinierten sie mit der Idee, dass Spontanzeugung bei sehr einfachen Lebensformen (die sich nicht sexuell fortpflanzen) nach wie vor stattfinden würde. Darunter waren berühmte Namen wie Gottfried Reinhold Treviranus (Begründer der Biologie), Karl Friedrich Burdach, Karl Ernst von Baer, Martin Heinrich Rathke, bis hin zu Rudolf Virchow, der noch 1856 die Autogenese vertrat. In Frankreich gehörten Jean-Claude Delamétherie um 1800 und Félix Archimède Pouchet 1859 zu den Befürwortern, während für britische Naturforscher nur vage Hinweise bei Charles Lyell (1832) und Edward Forbes (um 1850) zu finden sind. Vor allem in der Biogeographie, die Anfang des 19. Jahrhunderts einen enormen Aufschub erlebte, fanden Urzeugungstheorien regen Zuspruch. Den Forschern erschien es naheliegend, dass die meisten Arten des typischen Spektrums einer klimatisch begrenzten Vegetationszone nur dort separat entstanden sein können. Demnach setzten sie Verbreitungsprovinzen mit „Schöpfungs- oder Urzeugungszentren“ gleich, in denen zu bestimmten Zeitpunkten der Erdgeschichte Bedingungen herrschten, die zur spontanen Entstehung der Arten führten. Dieser auch Polygenese genannten Form der Urzeugung widersprach selbst Alexander von Humboldt als Begründer der physischen Geographie nicht, obgleich er selbst nicht über Ursprungstheorien spekulierte.
Von 1790 bis 1860 wurde die Theorie der Autogenese zunehmend durch die Idee der Heterogenese ergänzt, die besagte, dass „höhere Lebewesen“ im Gegensatz zu den primitiven Formen nicht außerhalb bereits existierender Organismen entstehen würden, sondern aufgrund eines inneren Mechanismus in Arten, die auf der „Stufenleiter der Natur“ unter der neu entstandenen Art stünden. So ging etwa Schopenhauer davon aus, dass der erste Mensch spontan im Mutterleib eines Affen entstanden sei – jedoch nur als Folge dieses Prozesses, ohne Verwandtschaft mit oder Abstammung vom Affen.
Die führenden Forscher des deutschsprachigen Raumes waren bis zur Mitte des 19. Jahrhunderts fast ohne Ausnahme grundsätzlich von der Spontanentstehung des Menschen überzeugt. Vor allem jene, die von einer mehrfachen Autogenese in getrennten geografischen Räumen überzeugt waren, lieferten damit Argumente für die Rassentheorien, die die jeweiligen Eigenarten der „Menschenrassen“ auf die (klimatischen) Bedingungen in den Ursprungsräumen zurückführten.
1860 widerlegte der Botaniker Hermann Hoffmann die Lehre von der Spontanzeugung der Gärungserreger. 1861 wiesen Experimente von Louis Pasteur nach, dass Mikroorganismen keine Spontanzeugung zeigen. Pasteur veröffentlichte 1864 den Grundsatz Omne vivum e vivo (lat. für ‚Alles Lebende entsteht aus Lebendem‘). Zur Widerlegung der Spontanzeugungshypothese trugen auch Franz Schulze, Theodor Schwann und Heinrich Schröder bei. Der englische Physiker John Tyndall (1820–1893) konnte durch seine Theorie der hitzeinstabilen und hitzestabilen Phase (Sporen) bei Bakterien endgültig alle Zweifel aus dem Weg räumen.
Der Satz „Alles Lebende entsteht aus Lebendem“ widerspricht dem allgemein anerkannten Standardmodell der Kosmologie, nach dem zu Beginn des Universums (beim Urknall) noch nicht einmal (unbelebte) Materie existierte, sondern sich erst aus Energie aufgrund der Äquivalenz von Masse und Energie bildete. Logisch fortgesetzt könnte Lebendes ja nur aus Lebendem entstanden sein, das bereits beim Urknall vorhanden gewesen sein müsste.
Die chemische Evolution aus unbelebter Materie ist im Detail noch ungeklärt. Nach allgemeiner Auffassung ist es ein Prozess der Emergenz und der Selbstorganisation. Das Miller-Urey-Experiment zeigt erste Schritte der Erzeugung der Aminosäuren, die als „Lebensbausteine“ gelten. Es wird allerdings heute bezweifelt, dass die Voraussetzungen des Experiments auf der Erde jemals gegeben waren.
Im Jahr 2024 gelang es einem Forschungsteam von Google, selbstreplizierenden Code aus Zufallsdaten zu erhalten.